# Alphonse Parran
Pour les articles homonymes, voir Paran (homonymie).
Jean Antoine Alphonse Parran, né le 26 juillet 1826 à Saint-Hippolyte-du-Fort et mort le 1er avril 1903 à Paris, est un ingénieur en chef des mines, directeur général de la compagnie des minerais magnétiques de Mokta-el-Hadid, fondateur de l'École alsacienne, bibliophile et géologue français.
Après quelque temps au service de l'Etat, Parran s'est consacré à la création et à l'organisation en Algérie des exploitations minières de Mokta-el-Hadid et de Béni Saf; en Tunisie, de  Gafsa et, en Russie (aujourd'hui Ukraine), de Krivoi-Rog ainsi qu'à la création des chemins de fer et ports nécessaires pour l'exportation de ces minerais.

## Biographie
Alphonse Parran est issu d'une vieille famille de protestants cévenols, fils de Jean-Paul Parran et de Célina, Louise, Françoise Lacombe de Mandiargues. Orphelin de père, il est élevé par sa mère seule, à Montpellier.
Sur les conseils de Charles Combes, il prépare le concours de l'École polytechnique, au collège Sainte-Barbe à Paris, en 1843, Il entre à Polytechnique en 1846, puis à l'École des mines de Paris (1848–1858). 
Ingénieur du Corps des mines, en 1851,  il est envoyé à l'École des Mines de Saint-Étienne, pour y enseigner la géologie et la minéralogie pendant cinq ans.
En 1853, il épouse Jeanne-Théonie Serre, fille du Dr Auguste Serres, maire d'Alès.
En 1856, il est nommé au service ordinaire des mines du Gard, chargé du sous-arrondissement minéralogique d’Alès. Le 11 octobre 1861, il prend la direction des travaux de sauvetage lors l'inondation des mines de Lalle, à Bessèges. 5 survivants sont retrouvés plusieurs jours après.
Fin 1864, Paulin Talabot, confie à Parran la direction de l'exploitation des minerais de fer de Mokta-el-Hadid près de Bône. Avant la constitution définitive de la société, Parran, va étudier sur place les éléments de cette affaire pour permettre à Talabot, qui n'a  pas encore mis les pieds en Algérie, de suivre la réalisation de ses idées. L'entreprise que Parran organise et dirige comporte deux éléments distincts : l'exploitation de minerai de fer de Mokta et l'exploitation des houillères du Gard. il fait refaire le chemin de fer,  une voie de 35 kilomètres qui mène directement de la mine dans la darse de Bône. Pour assurer entre l'Algérie et le continent la régularité de transports aussi importants, une société maritime, l'Anglo-Algerian Steamship Co.Ltd, est créée, avec laquelle la Société de Mokta est engagée pour une longue période. Dès 1869, on expédie 250.000 tonnes, et en 1874, l'année d'exploitation maximum, on peut embarquer 427.000 tonnes. 
En 1873, il fonde avec Charles Friedel, une école libre, l'École alsacienne; Parran est élu président du conseil d'administration de la société anonyme de l'École alsacienne, en 1874. 
À partir de 1884, Parran étend son action directe sur la Société de Soumah et la Tafna, de Beni-Saf, fusionnée avec la Société Mokta El Hadid, en 1879. En 1901, il passe la main de la direction de Mokta. 

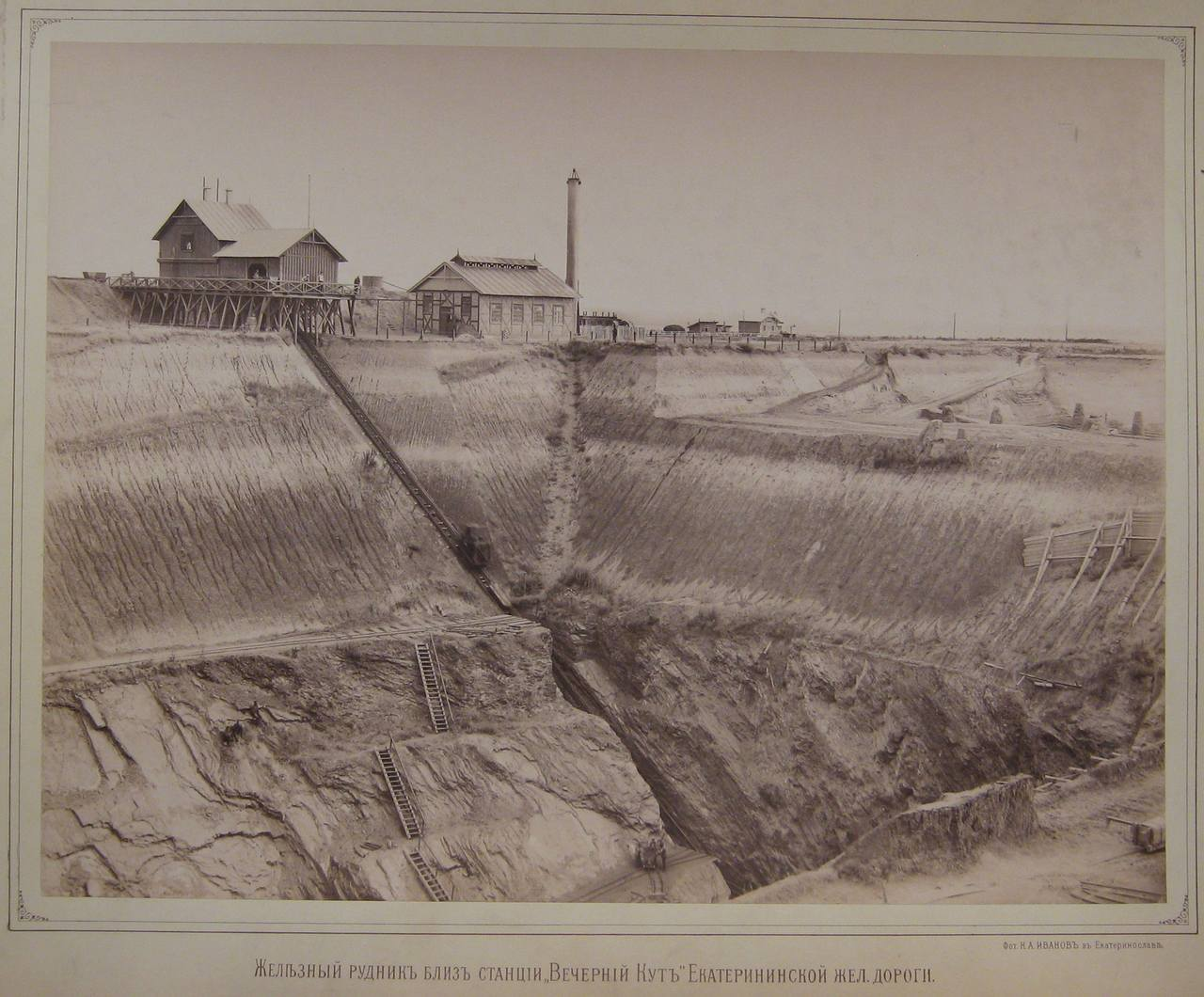
Mine de fer de Krivoï-Rog

Le 6 janvier 1881, la Société anonyme des minerais de fer de Krivoï-Rog est constituée, avec la participation financière de la Société de Mokta. Parran, est chargé , comme administrateur, d'assurer la marche de la nouvelle affaire, et d'en être le directeur sans en avoir le titre. En mai 1881, il se rend sur place pour l'étudier par lui-même et organiser la mise en route. Parran organise l'extraction à Krivoï-Rog.
En 1896, la Compagnie des phosphates et des chemins de fer de Gafsa est créée, avec la participation financière de la Société de Mokta. Parran, en tant qu'administrateur délégué, se met immédiatement à organiser, avec l'aide du personnel de Mokta, l'exploitation de la mine dont,  il se réserve la direction. En avril 1899, il retourne sur les lieux et, dès cette année, de mai au 31 décembre, on a pu extraire 70.000 tonnes.

## Bibliophilie
Alphonse Parran a d'abord réuni des raretés classiques, avec reliure ancienne ; puis il a formé une collection des éditions originales des romantiques. Il se défait à l'amiable de cette première collection et se met à former une nouvelle de livres postérieurs à 1830, des exemplaires uniques, comme par exemple Les Fleurs du mal avec les corrections de la main de Baudelaire.
Il publie des Etudes biographiques sur plusieurs des romantiques, Victor Hugo, Pétrus Borel, Alexandre Dumas., au moment où il s'occupe de réunir leurs œuvres. Il a complété ces essais par deux plaquettes, sur la bibliographie de Victor Hugo et de Balzac.

## Œuvres et publications
- Etudes biographiques sur Victor Hugo, Pétrus Borel, Alexandre Dumas.
- Bibliographie de Victor Hugo et de Balzac.

## Distinctions et reconnaissance

### Décorations françaises
- Officier de la Légion d'honneur en 1897[5].

### Hommage
- Le vapeur "Alphonse Parran", construit par William Doxford & Sons (en), en 1889, pour Anglo-Algerian Steamship Co.Ltd., à Swansea, pour charger du minerai de fer de Béni Saf, démoli à Newcastle upon Tyne, en août 1910[6].

## Sociétés savantes et autres organismes
- Société Géologique de France, membre depuis 1855, premier vice-président en janvier 1883, président en 1884.
- Société anonyme de École alsacienne, président du conseil d'administration (1874-1903)
- Société scientifique et littéraire d'Alais.
- Société des amis des livres[7].